# 李季 (诗人)
李季（1922年8月16日—1980年3月8日），原名李振鹏，笔名里计、于一帆等，男，河南唐河人，中华人民共和国诗人、作家，中国作家协会副主席。

## 生平
李季生在唐河县一个农民家庭。初中肄业。1938年到陕北抗日军政大学学习。同年11月加入中国共产党。历任连指导员，党校支书，小学教师，报社社长，延安《群众日报》编辑，中南文联编辑出版部长，中共中央中南局宣传部文艺处副处长，《长江文艺》主编，玉门油矿党委宣传部长，中国作协创委会副主任，中国作协兰州分会主席，《诗刊》主编，《人民文学》主编。是中国文联第一、四届委员，中国作协副主席、党组副书记，第五届全国政协委员。
1943年开始发表作品。1952年加入中国作家协会。1946年底，发表长篇叙事诗《王贵与李香香》，具有浓郁的地方色彩，在中国现代诗歌史上占有重要地位。中华人民共和国成立后，他创作出了《杨高传》、《石油诗》、《向昆仑》等具有广泛影响的长短诗歌和小说、散文作品。1950年代，李季到玉门油矿深入生活，与“铁人”王进喜结成朋友，后来他又参加了大庆石油会战。在20多年间，李季几乎走遍了中国所有石油矿区，同石油职工共同劳动，赢得了“石油诗人”的美誉。文革期间，他敢于抵制“四人帮”及其手下。粉碎“四人帮”后，他在忙碌的工作中坚持业余写作，发表了赞颂石油工人的长篇叙事诗集《石油六歌》等。他参加过许多中外文学交流活动，并积极培养文学新人。由他主编的刊物推出了大批新的作家和诗人。
1980年3月8日，李季因心脏病突发在北京逝世，享年57岁。3月19日，追悼会在八宝山革命公墓礼堂举行，追悼会由中国文联主席周扬主持，中国作协副主席刘白羽致悼词。

## 著作
- 诗集《短诗十七首》、《憎恨之歌》（1950年）、《玉门诗抄》（1955年）、《生活之歌》（1955年）、《致以石油工人的敬礼》（1956年）、《西苑诗草》（1958年）、《难忘的春天》（1959年）、 《海誓》（1961年）、《剑歌》（1964年）、《石油诗》（1965年）、《第一声春雷》（合著）、《我们遍插红旗》（合著）[1][2]
- 长诗《王贵与李香香》（1946年）、《菊花石》（1957年）、《五月端阳》（1959年）、《当红军的哥哥回来了》（1959年）、 《玉门儿女出征记》（1960年）、《石油之歌》、《石油大哥》（1977年）、《红卷》[1][2]
- 小说散文集《戈壁旅伴》[1]
- 《李季诗选》（1980年）[2]
- 《李季文集》（四卷）[1]